# Europavej E45

## Ruten
Det sydligste punkt er Gela i Italien og der fra videre nordpå gennem Messina – Napoli – Bologna – Innsbruck – München – Nürnberg – Hannover – Hamborg – Flensborg – Kolding - Vejle - Skanderborg - Aarhus – Aalborg – Frederikshavn – Göteborg – Mora – Östersund – Gällivare – Karesuando – Palojoensuu – Hetta – Kautokeino for at slutte i Alta i Norge.

Længden er 4.985 km. Længden i Danmark er 357 km.
Strækningen Hamborg – Göteborg hed E3 indtil 1992.

## Historie i Sverige
E45 blev forlænget fra Göteborg i november 2006 gennem Sverige til Karesuando ved Finlands grænse, en forlængelse på 1690 km.

## Historie i Danmark
I Danmark er hovedlandevejene med europavej status E45 mellem Frøslev – Frederikshavn, igennem ca 31 år næsten blevet erstattet af motorvejene: 
| Motorvej E45            |                                                     |             |
| Navn                    | Strækning                                           | Åbningsår   |
| Frederikshavnmotorvejen | Lyngdrup - Vangen                                   | 1996 - 2000 |
| Frederikshavnmotorvejen | Motorvejskryds Vendsyssel E39 - Lyngdrup            | 1971        |
| Limfjordstunnelen       | Aalborg N                                           | 1969        |
| Nordjyske Motorvej      | Motorvejskryds Aarhus N - motorvejskryds Vendsyssel | 1969 - 1994 |
| Østjyske Motorvej       | Herslev - motorvejskryds Aarhus N                   | 1977 - 1994 |
| Sønderjyske Motorvej    | Frøslev - Herslev                                   | 1970 - 1984 |

Der er et sidste stykke fra Vangen – Frederikshavn ca. 4 km, som stadigvæk er hovedlandevej med status som europavej E45.
Man kan nu køre kun på motorvej fra Frederikshavn til Bologna i Italien
| Navn                                   | Strækning                      | Antal spor* | Udvidelse færdig | Planlagt udvidelse  |
| -------------------------------------- | ------------------------------ | ----------- | ---------------- | ------------------- |
| Frederikshavnmotorvejen                | Frederikshavn - MVK Vendsyssel | 4           | -                | -                   |
| Nordjyske Motorvej                     | MVK Vendsyssel - Nørresundby C | 6           | 2007             | -                   |
| Nordjyske Motorvej (Limfjordstunnelen) | Nørresundby C - Aalborg N      | 6           | -                | -                   |
| Nordjyske Motorvej                     | Aalborg N - Randers N          | 4           | -                | -                   |
| Nordjyske Motorvej                     | Randers N - MVK Aarhus N       | 4           | -                | 6 spor (MKV - 2020) |
| Østjyske Motorvej                      | MVK Aarhus N - MVK Aarhus S    | 6           | 2027             | -                   |
| Østjyske Motorvej                      | MVK Aarhus S - Skanderborg S   | 6           | 2019             | -                   |
| Østjyske Motorvej                      | Skanderborg S - MVK Vejle      | 6           | 2027             | -                   |
| Østjyske Motorvej                      | MVK Vejle - Vejle C            | 6           | 2013/-           | 8 spor (FU - 2023)  |
| Østjyske Motorvej                      | Vejle C - MVK Skærup           | 6           | 2013             | -                   |
| Sønderjyske Motorvej                   | MVK Skærup - MVK Kolding       | 4           | -                | -                   |
| Sønderjyske Motorvej                   | MVK Kolding - MVK Kolding V    | 6           | 2028             | -                   |
| Sønderjyske Motorvej                   | MVK Kolding V - Kolding S      | 4           | -                | 6 spor (SA - 2014)  |
| Sønderjyske Motorvej                   | Kolding S - Frøslev            | 4           | -                | -                   |

MVK = Motorvejskryds
MKV = Miljøkonsekvensvurdering, FU = Forundersøgelse og SA = Strategisk analyse
* Parallelbaner og flettestrækninger er ikke inkluderet

## Billedgalleri
- E45 ved Brennerpasset, Italien
- Vejlefjordbroen
- E45 ved Frederikshavn
- Her ved Vangen slutter den danske del af motorvejen og E45 fortsætter nordpå som hovedlandevej
- E45 nær Sorsele i Nordsverige
- Grænseovergang ved Ellund